# 康庞
康庞（法語：Campan，法語發音：[kɑ̃pɑ̃]）是法国上比利牛斯省的一个市镇，属于巴涅尔德比戈尔区。

## 地理
康庞（43°1'1"N, 0°10'39"E）面积95.41 平方千米，位于法国奧克西塔尼大區上比利牛斯省，该省份为法国西南部内陆省份，北至热尔省，西接大西洋比利牛斯省，南与西班牙接壤，东临上加龙省。
与康庞接壤的市镇（或旧市镇、城区）包括：阿斯泰、昂西藏、阿罗、阿斯潘欧尔、欧隆、巴涅尔德比戈尔、博代昂、埃斯帕罗斯。

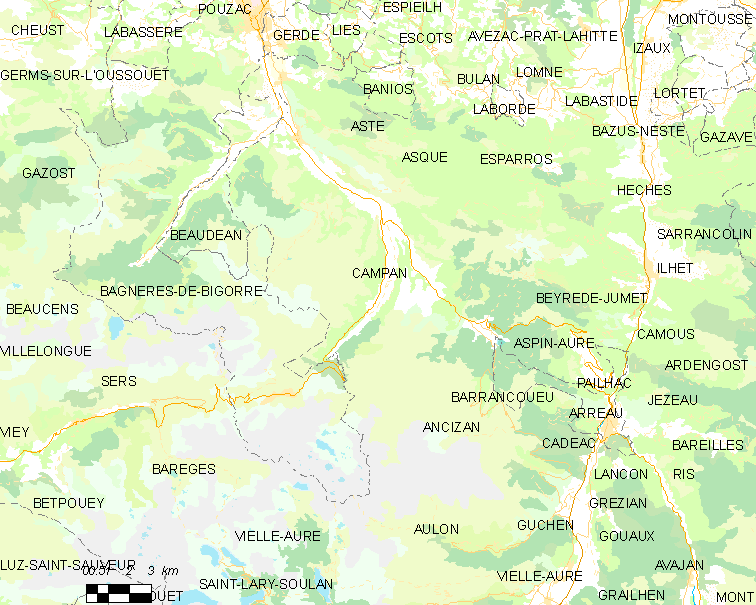
康庞的OSM定位图

康庞的时区为UTC+01:00、UTC+02:00（夏令时）。

## 行政
康庞的邮政编码为65710，INSEE市镇编码为65123。

## 政治
康庞所属的省级选区为上比戈尔县。

## 人口

1962-2008年间康庞人口变化图示

康庞于2022年1月1日时的人口数量为1264人。